# Dekanat koniński I
Dekanat koniński I – jeden z 33 dekanatów rzymskokatolickiej diecezji włocławskiej.
W skład dekanatu wchodzą następujące parafie:
- parafia św. Bartłomieja w Koninie
- parafia św. Marii Magdaleny w Koninie
- parafia Miłosierdzia Bożego w Koninie
- parafia MB Nieustającej Pomocy w Brzeźnie
- parafia św. Jakuba Apostoła w Rzgowie
- parafia św. Wawrzyńca w Sławsku
- parafia Świętych Apostołów Piotra i Pawła w Starym Mieście
- parafia NMP z Guadelupe i św. Jana Diego w Żychlinie

Dziekan dekanatu konińskiego I
- ks. prał. dr Tomasz Michalski[1] – proboszcz parafii św. Bartłomieja w Koninie

Wicedziekan
- ks. Tomasz Jener – proboszcz parafii w Sławsku